# مايك غرين (لاعب كرة قدم أمريكية)
مايك غرين (بالإنجليزية: Mike Green)‏ هو لاعب كرة قدم أمريكية أمريكي، ولد في 2 سبتمبر 1976 في هيوستن في الولايات المتحدة.

## وصلات خارجية
- مايك غرين على موقع مرجع كرة القدم المحترفة.كوم (الإنجليزية)